# Lista de representantes permanentes de Uganda nas Nações Unidas
Esta é uma lista de representantes permanentes do Uganda, ou outros chefes de missão, junto da Organização das Nações Unidas em Nova Iorque.
O Uganda foi admitido como membro das Nações Unidas a 25 de outubro de 1962.
| Início | Término | Representante permanente (Chefe de missão) | Cargo                        | Credenciais |
| ------ | ------- | ------------------------------------------ | ---------------------------- | ----------- |
| 1964   | 1967    | Apollo Kironde                             | Representante permanente     |             |
| 1967   | 1971    | Otema Allimadi                             | Representante permanente     |             |
| 1971   | 1974    | Grace Ibingira                             | Representante permanente     |             |
| 1974   | 1974    | Elizabeth Bagaya                           | Representante permanente     |             |
| 1974   | 1978    | Yunus Kinene                               | Representante permanente     |             |
| 1978   | 1979    | Mwangagahunga                              | Representante permanente     |             |
| 1979   | 1980    | Elidad K. Wapenyi                          | Representante permanente     |             |
| 1980   | 1986    | Olara Otunnu                               | Representante permanente     |             |
| 1986   | 1988    | Joshua Wanume Kibedi                       | Representante permanente     |             |
| 1988   | 1996    | Perezi Kamunanwire                         | Representante permanente     |             |
| 1996   | 2003    | Semakula Kiwanuka                          | Representante permanente     | 1996-07-17  |
| 2003   | 2009    | Francis Butagira                           | Representante permanente     | 2003-07-18  |
| 2009   | 2011    | Ruhakana Rugunda                           | Representante permanente     | 2009-02-17  |
| 2011   | 2013    | Adonia Ayebare                             | Encarregado de negócios a.i. | -           |
| 2013   | atual   | Richard Nduhuura                           | Representante permanente     | 2013-05-15  |